# Ipparino (tiranno)
Ippàrino (in greco antico: Ἰππαρῖνος?, Hipparînos; ... – Siracusa, 351 a.C.) fu tiranno di Siracusa dal 353 al 351 a.C.

## Biografia
Ipparino era figlio di Dionisio I e di Aristomache, nonché fratello di Niseo e di Dionisio II.
Quando il padre Dionisio si ammalò, Dione, fratello di Aristomache, si era impegnato per regolare la successione tra i nipoti, Ipparino, Dionisio II e Niseo. Tuttavia questi sforzi non andarono a buon fine e dopo la morte di Dionisio nel 367 a.C., il trentenne Dionisio II prese il potere e l'anno dopo, con l'aiuto di Filisto, cacciò dalla città lo zio Dione e instaurò una dittatura feroce quanto quella del padre.
Con il fratello Dionisio II Ipparino venne esiliato nel 357 a.C. dopo la ascesa al potere di Dione. Si rifugiò a Lentini, dove (secondo Polieno) rimase con molti altri esiliati fino alla morte di Dione, avvenuta nel 354 a.C., assassinato da Callippo, generale di Dione.
Dopo la morte dello zio, Ipparino tentò di prendere il potere.
Sempre Polieno (supportato da Plutarco), narra che Callippo condusse una campagna con le sue truppe per conquistare Katane e mentre era lì Ipparino ne approfittò per prendere indisturbato il potere nel 353 a.C. e costringere l'ateniese all'esilio. Secondo Diodoro Siculo, invece, egli attaccò con un grande dispiego di armi la città aretusea e costrinse alla fuga Callippo.
Ad ogni modo, ottenuto il potere Ipparino commise lo stesso errore dei predecessori, lasciandosi andare alla tirannia contro i propri sudditi. Si narra che cedesse spesso al bere.
La sua tirannia durò due anni. Venne assassinato nel 351 a.C., lasciando il posto di tiranno al fratello Niseo.

## Curiosità
Il nome "Ipparino" designa altri due politici siracusani: il padre di Dione, che fu uno dei più stretti collaboratori di Dionisio e uno degli aristocratici più influenti di Siracusa, e un figlio di Dione (chiamato anche Areteo), collaboratore di Dionisio II e morto suicida giovane.
Per distinguerli Debra Nails chiama Ipparino I il padre di Dione, Ipparino II il figlio di Dionisio I e Ipparino III il figlio di Dione.